# Балка Новоолександрівська
Балка Новоолександрівська — ландшафтний заказник місцевого значення. Об'єкт розташований на території Долинського району Кіровоградської області, поблизу с. Новоолександрівка.
Площа — 21,8 га, статус отриманий у 2000 році.